# Brandshof (Volkach)

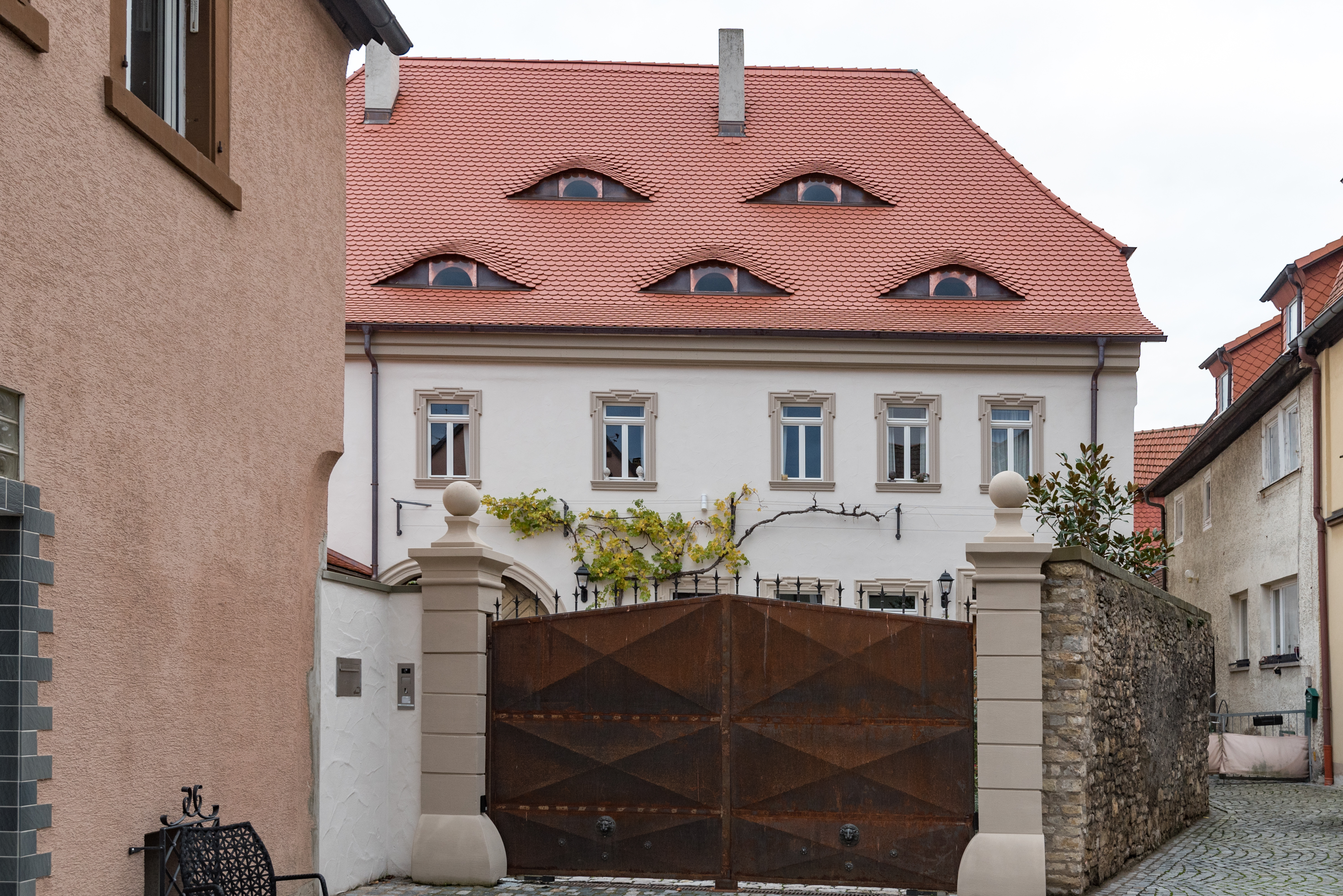
Der Brandshof in Volkach

Der Brandshof (auch Hof Brand, Adresse Brandshof 5, früher Hausnummer 313) ist eine denkmalgeschützte Hofanlage in der Kernstadt des unterfränkischen Volkach. Das Denkmal umfasst außerdem den sogenannten Hermann Deckershof (Adresse Brandshof 3, früher Hausnummer 310). 

## Geschichte
Der Brandshof kann als die bedeutendste Hofanlage innerhalb der Volkacher Altstadt gelten. Sie entstand wohl aus einem Großareal, das bereits im Mittelalter existierte. Vom Hof aus wurden große Weinbauareale bebaut. Die zum Hof gehörigen Grundstücke wurden jedoch ohne Kenntnis der Quellen zerschlagen. Nichtsdestotrotz gehörte der Brandshof lange Zeit zu den größeren Gebäuden in Volkach, dem auch Huben (unter anderem die Immerlicht-Hube) in anderen Teilen der Stadt zugeordnet blieben. Erstmals erwähnt wurde er im Jahr 1689.
Damals hatte der Ackerbürger Johann Brandt den Hof inne, zu dem auch ein ausgedehnter Keller, zwei Ochsen, eine Kuh und ein Kalb gehörten und der mit einer Taxe von 1309 ½ Gulden besteuert wurde. Brandt gab dem Hof auch den Namen. Das ausgedehnte Grundstück mit dem Hof im Mittelpunkt war immer Wohnort der Volkacher Oberschichten. 1713 ist Johann Peter Balbus, der als Amtskeller und Kirchbergpfleger für den Würzburger Bischof tätig war und zu den reichsten Bewohnern der Stadt gehörte, im Haus nachgewiesen. Unklar ist, ob die beiden späteren Äbte Ambrosius und Christophorus Balbus in dem Haus zur Welt kamen.

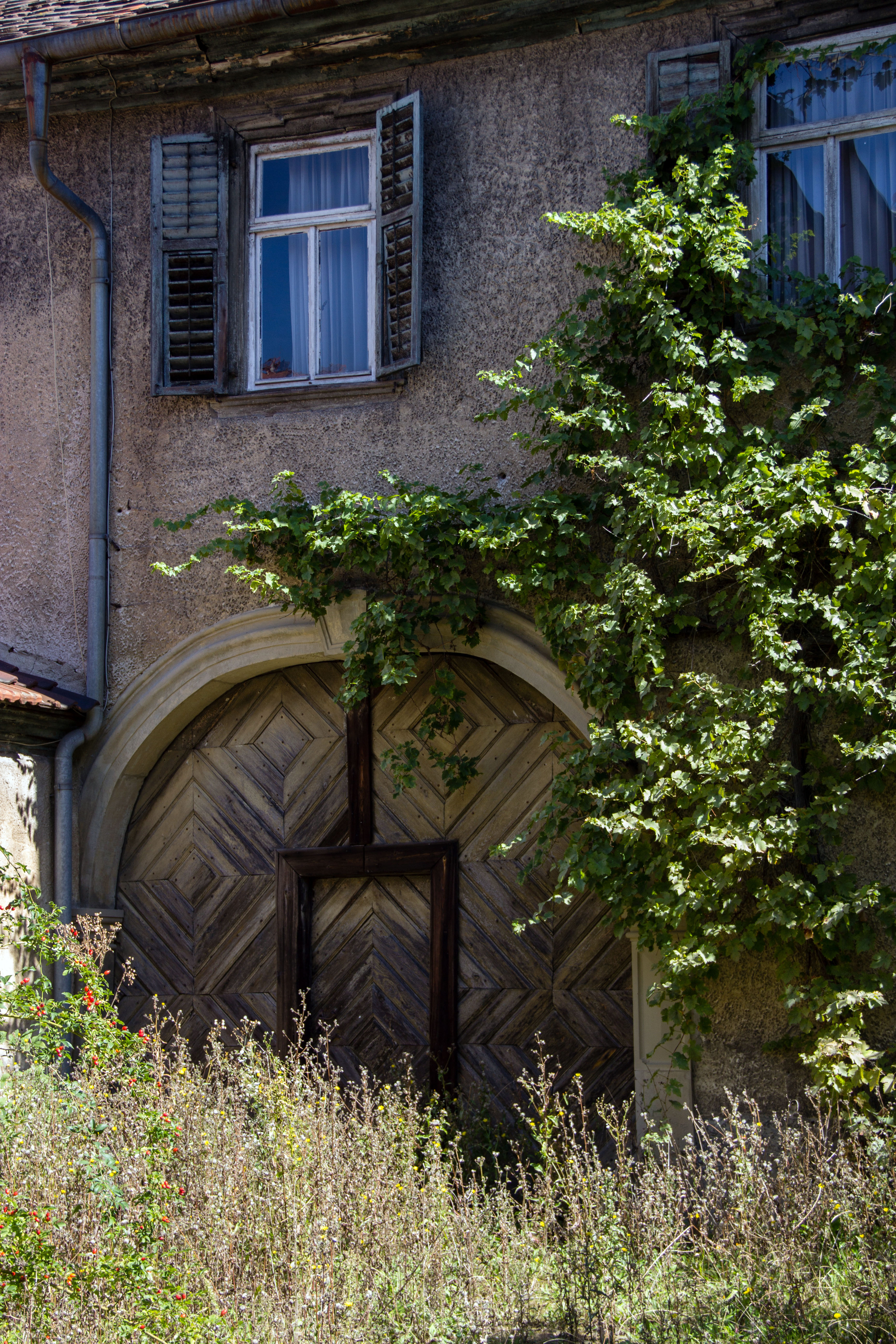
Tordurchfahrt am Brandshof vor der Renovierung 2017

Die Familie Balbus ließ das Anwesen wohl auch in den Formen des Barock erneuern. Vor 1736 verstarb Balbus und seine Witwe bewohnte den Hof. In der Folgezeit diente der Hof weiterhin als repräsentatives Wohnhaus für Amtsträger des Fürstbischofs von Würzburg. 1771 lebte Johann Christoph Siperst, der Amtskeller von Königshofen im „Brandshoff“, 1784 ist Martin Edel, der Kanzleirat und Amtskeller zu Weitzenbach, nachweisbar und 1803 bewohnte wahrscheinlich sein Sohn Maximilian Edel den Hof. Er war als Kanzleirat für den Grafen von Schönborn-Wiesentheid tätig.
Edel erwarb 1811 den benachbarten Hermann Deckershof. Sein Name geht auf den Bürgermeister Hermann Decker zurück, der 1485 dem Rat der Stadt vorstand. Der Hof hatte keinen Straßenzugang, sondern lag innerhalb des Gebäudekomplexes der heutigen Gebäude Schelfengasse 8, Gänseplatz 2 und dem Rückgebäude von Haus Hauptstraße 30. Der Hermann Deckershof wurde lange Zeit von der Familie Schelf bewohnt, die das nach ihnen benannte Stadtpalais erbauen ließen. Zwischen 1689 und 1713 ist mit Johann Carl Roßhirt der Amtskeller von Neustadt im Deckershof nachgewiesen. Nach dem Tod der Maria Östreicher um 1811 konnten die beiden benachbarten Höfe vereinigt werden.
Der Sohn des Maximilian Edel, Canonius Edel, bezog um 1823 sein Wohnhaus im Brandshof, daneben bewirtschaftete er eine Scheune im Hermann Deckershof. Der jüngere Edel ließ das zweite Obergeschoss des Brandshofes erneuern und Stuckaturen anbringen. Erst sein Sohn, der Kapitular Josef Edel, verkaufte die beiden Höfe an den Ziegelmacher Kaspar Jäcklein. Bereits 1857 ist das Magistratsmitglied Heinrich Schlier im Brandshof nachgewiesen. Seine Witwe Sabine, geborene Leipold, verkaufte den Hof 1888 an den späteren bayerischen Landtagsabgeordneten Ignaz Aumüller.
Aumüllers Witwe Barbara lebte noch bis zu ihrem Tod in dem Haus, das 1901 mit einem Pferdestall, einem Waschhaus, einem Hofraum und einer Scheune ausgestattet war. Nach dem Tod der Barbara Aumüller blieb der Hof in den Händen der Familie. Noch 1984 sind Mitglieder der Familie Aumüller als Eigentümer nachweisbar. Nachdem das Haus in den 1990er Jahren verfiel, wurde es ab 2017 unter den neuen Eigentümern Wolf generalsaniert. Dabei riss man das frühere Gebäude Schelfengasse 8 ab und teilte das Grundstück, um eine Zufahrt über den Hermann Deckershof zum Brandshof zu schaffen.

## Beschreibung
Der Brandshof und der Hermann Deckershof werden vom Bayerischen Landesamt für Denkmalpflege als zusammenhängendes Baudenkmal geführt. Untertägige Überreste von Vorgängerbauten werden als Bodendenkmal eingeordnet. Die Hofanlage ist Teil des Ensembles Altstadt Volkach. Der Brandshof entstand wahrscheinlich bereits in der zweiten Hälfte des 17. Jahrhunderts, wurde aber in seinen heutigen Formen erst in der ersten Hälfte des 18. Jahrhunderts errichtet. Das in Massivbauweise errichtete Wohnhaus, das zur Straße ragt, präsentiert sich als zweigeschossiger Halbwalmdachbau. 
Das Haus weist mehrere bauliche Besonderheiten auf und war lange Zeit lediglich von einer abzweigenden Stichstraße der Volkacher Marktstraße (heutige Hauptstraße) erreichbar. Der Hof ist ummauert, wobei sich ein Hoftor des 18. Jahrhunderts mit den typischen Kugelaufsätzen erhalten hat. Das Wohnhaus selbst besitzt geohrte Fenster- und Türrahmungen und eine Tordurchfahrt. Im Dach brachte man einige Fledermausgauben an, die das repräsentative Erscheinungsbild des Hofes zusätzlich untermauern.
Der Hermann Deckershof bestand zu Beginn des 21. Jahrhunderts noch aus mehreren Scheunen und Stallungen, die nördlich des Wohnhauses zu finden waren. Die große Scheune wurde im Zuge der Generalsanierung 2017 abgerissen. Sie war unterkellert und wies ein steiles Satteldach auf. Ebenso war auf dem Gelände ein unterkellerter Stall zu finden. Erhalten hat sich eine kleine Scheune und eine Remise, die beide in schlichter Bruchsteinbauweise errichtet worden waren.